# Confucius Church of Stockton
Confucius Church of Stockton is de Confuciustempel van de lokale Chinees-Amerikaanse gemeenschap in de Californische stad Stockton. Het is tevens het verenigingsgebouw van de lokale afdeling van de Chinese Benevolent Association en het schoolgebouw van de lokale Chinese school.
Het gebouw werd in 1924 gebouwd aan de 212 E. Lafayette Street van de stad. In het verleden werden in het gebouw regelmatig dansavonden, trouwerijen en feesten georganiseerd. Ook hebben Chinese hoogwaardigheidsbekleders de Church bezocht. Onder andere de Chinese Vader des Vaderlands, Sun Zhongshan, bracht een bezoek. Tijdens de Tweede Wereldoorlog werden er benefietactiviteiten georganiseerd om geld in te zamelen voor het Guomindangleger in de strijd tegen de Japanners.
Het doel van de Confucius Church of Stockton is om de Chinese cultuur en confuciaanse normen en waarden te verspreiden onder de Chinese gemeenschap.